# HMS Kenya (14)
HMS Kenya var en lätt kryssare av Fiji-klass i Royal Navy. Fartyget fick sitt namn efter Kenya, en brittisk besittning vid tiden för fartygets konstruktion.

## Beskrivning
Kenya hade ett deplacement på 8 670 ton vid standardlast och 10 896 ton vid fullast. Hon hade en total längd på 169,3 meter, en bredd på 18,9 meter och ett djupgående på 6 meter. Fartygen drevs av fyra växlade Parsonturbiner, som var och en drev en axel, med hjälp av ånga från fyra Admiralitets 3-trumspannor. Turbinerna hade en effekt på totalt 80 000 axelhästkrafter (60 000 kW) och de fartyget gav en maxhastighet på 32,25 knop (59,73 km/h). Kenya hade en metacentrisk höjd på 1 meter vid fullast. Fiji-klassen hade tillräckligt med bränsle för att ge dem en räckvidd på 6 520 nautiska mil (12 080 km) vid 13 knop (24 km/h). Fartygens besättning var 733 officerare och sjömän i fredstid och 900 under krig.

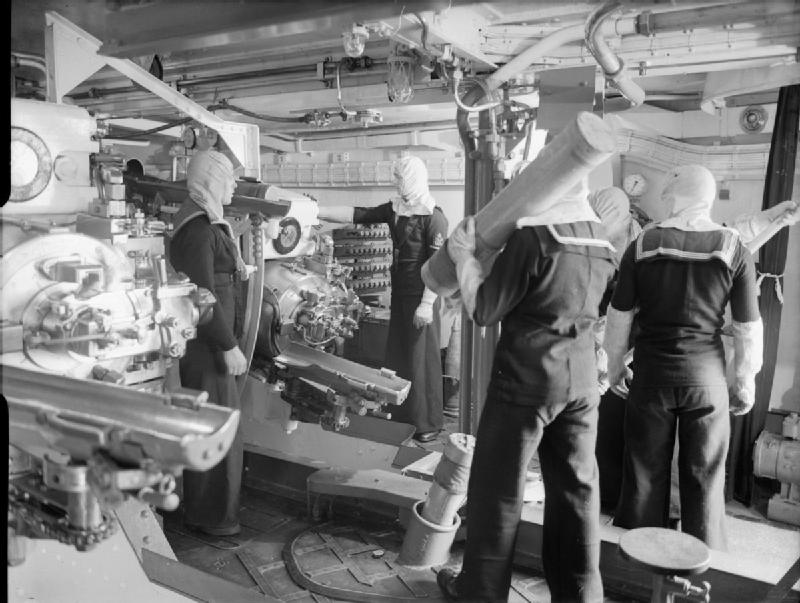
Insidan på en av Fiji-klassens Mark XXIII 15,2 cm torn.

Fiji-klassens huvudartilleri bestod av ett dussin BL 6-tums (15,2 cm) Mk XXIII-kanoner i fyra torn med tre kanoner vardera, varav ett par för och akter om överbyggnaden. Deras sekundära beväpning bestod av åtta 4-tums (10,2 cm) Mk XVI allmålskanoner i fyra dubbeltorn. Luftvärnet för kryssarna tillhandahölls av två fyrdubbla 2-pundiga (40 mm) luftvärnskanoner och två fyrdubbla fästen för Vickers 0,5 tum (12,7 mm) kulsprutor. Kryssarna hade också två trippelmonterade 53,3 cm torpedtuber, med en montering på vardera sida.
Fiji-klassen saknade ett fullständigt pansarbälte i vattenlinjen. Sidorna i deras pann- och maskinrum och magasin skyddades av ett pansar på 83-89 mm. Däcket över magasinen och vissa av maskinrummen var förstärkt med en tjocklek på 51-89 mm och huvudkanontornen hade endast splitterskydd med en tjocklek på 25-51 mm. De hade en flygplanskatapult och två Supermarine Sea Otter eller Walrus sjöflygplan.

## Tjänstgöring

### Konvojeskort
Kenya sjösattes den 18 augusti 1939 av Alexander Stephen and Sons, Glasgow, Skottland och togs det i bruk den 27 september 1940. Hon deltog i jakten på det tyska slagskeppet Bismarck i maj 1941 medan hon ingick i 2:a kryssareskadern i hemmaflottan, baserad vid Scapa Flow. Den 3 juni överraskade Kenya och kryssaren Aurora och sänkte det tyska tankfartyget Belchen som försåg den tyska ubåten U-93 i Davis sund.

### Operation Stonewall
Under september och oktober 1941 utformade Royal Navy Operation Stonewall för att stoppa ubåtar som eskorterade blockadlöpare genom Biscayabukten ut i Atlanten. Efter att ha eskorterat Maltakonvojen Halberd den 24 september försökte Kenya och kryssaren Sheffield den 1 oktober attackera blockadlöparen Rio Grande, som var på väg till Japan och eskorterades av U-204. Rio Grande lyckades undkomma men en annan blockadlöpare, Kota Pinang, sänktes den 3 oktober väster om Kap Finisterre.

### Operationer i Arktis
Ny forskning i publicerade dokument från utrikesdepartementet om Sovjetunionen har avslöjat att Kenya den 19 mars 1942 transporterade 10 ton guld från Sovjetunionen till USA som betalning för lån och krigsmaterial.
Kenya undvek också att skadas av tyska flygattacker den 27-28 mars. Hon hade vid det här laget fått smeknamnet "The Pink Lady", på grund av sin Mountbatten-rosa kamouflagefärg, under räderna mot anläggningarna på ön Vågsøy utanför den norska kusten. Styrkan återvände till Scapa Flow i början av januari 1942. Kenya återgick till att eskortera arktiska konvojer mellan mars och maj 1942.

### Operation Pedestal
Kenya spelade en framträdande roll i Operation Pedestal i augusti 1942. Pedestal var en operation som Royal Navy genomförde för att eskortera en konvoj med 14 handelsfartyg genom västra Medelhavet för att förse den belägrade ön Malta med nya förnödenheter. Konvojens eskort var den största som någonsin samlats under andra världskriget och bestod av 2 slagskepp, 4 hangarfartyg, 7 lätta kryssare (inklusive Kenya) och 26 jagare. Den 11 och 12 augusti lyckades konvojen framgångsrikt avvärja massiva luftangrepp från tyska Luftwaffe och italienska Regia Aeronautica, med förlust av endast ett handelsfartyg och en jagare. Även hangarfartyget HMS Eagle förlorades genom en ubåtsattack den 11 augusti.
De tungt minerade vattnen mellan Sicilien och Tunisien gjorde det för farligt för slagskeppen och de överlevande hangarfartygen att eskortera konvojen hela vägen till Malta, och under de sista 300 kilometerna bestod eskorten av en mindre styrka (Styrka X) av kryssare och jagare, inklusive Kenya. Under natten till den 12 augusti och under följande dag attackerades konvojen hårt av axelmakternas flygstyrkor, ubåtar och motortorpedbåtar. Under dessa attacker träffades Kenyas bog av en torped som avfyrades av den italienska ubåten Alagi. Detta gjorde det nödvändigt att sänka hastigheten till 25 knop (46 km/h).
Totalt förlorades ytterligare två kryssare och åtta handelsfartyg under natten mellan den 12 och 13 augusti; endast Rochester Castle, Port Chalmers, Melbourne Star, Brisbane Star och oljetankern Ohio klarade sig till Valletta, och Kenya lämnades kvar som det största överlevande fartyget i Styrka X. Efter att ha lett de överlevande fartygen i konvojen inom räckhåll av Maltas jaktflygplan återvände Styrka X säkert tillbaka till Gibraltar, trots ytterligare flygattacker.

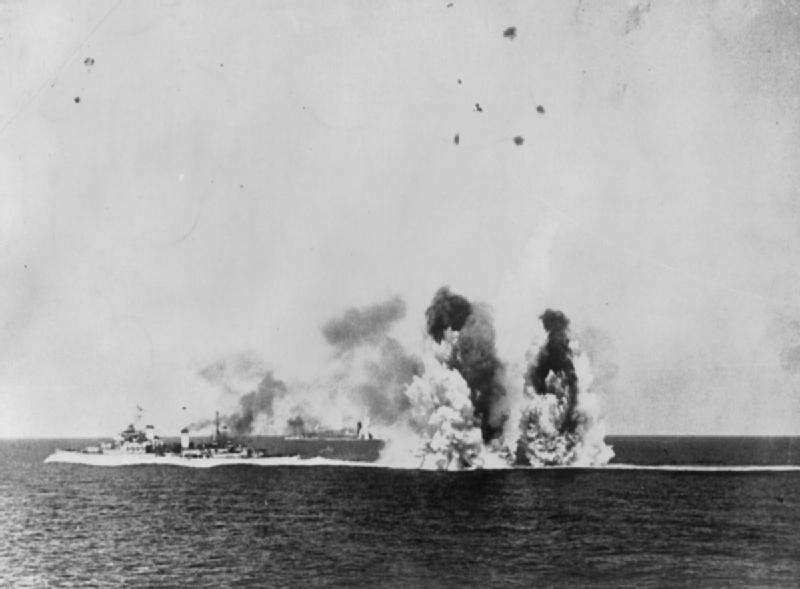
Operation Pedestal, den 12 augusti 1942: Kenya anfalls av flygplan på vägen tillbaka till Gibraltar.

### Slutet av kriget
Kenya placerades i Amerika och Västindien tillsammans med 8:e  kryssareskadern i oktober 1946, men i december året därpå återvände hon till Storbritannien och placerades i reserven. Kryssaren genomgick en omfattande modernisering 1945-1946 med nya standardiserade, dubbla 40 mm lätta luftvärnskanoner och uppdaterade radarsystem och eldledningssystem för luftvärnet. Hon återaktiverades för att ersätta kryssaren London i Fjärran Östern, 1949 efter ytterligare en omfattande ombyggnad.

### Koreakriget
Kenya deltog i sjöoperationer i Koreakriget. I mars besköt hon ön Choda som en förberedelse för landstigning av 200 sydkoreanska trupper där. Tyvärr dök trupperna aldrig upp.
Efter ytterligare patruller utanför Inchon kom hennes nästa insats den 11 april då hon fick order att lämna Sasebo för att söka efter ett kommunistflygplan som hade skjutits ned. Hon togs ur operationen tidigt och seglade till Kure i Japan där kapten Podger tog över befälet över fartyget den 22 april. I maj positionerade hon  sig utanför Inchon och tillbringade cirka 10 dagar där och besköt området vid flera tillfällen. Patrulleringarna och beskjutningen fortsatte under hela sommaren - med en resa till Hongkong som bröt monotonin - fram till den 25 augusti då hon lämnade Sasebo för en ombyggnad i Singapore. Renoveringen var färdig den 12 november och hon lämnade Fjärran Östern den 17 november. Kenya lade till i Malta den 10 december och i Gibraltar tre dagar senare innan hon gick in i Engelska kanalen den 16 december.
Mellan 1953-1955 byggdes fartyget om och tillbringade en lång period i reserv fram till augusti 1955 då det återinträdde i tjänst som ersättare för kryssaren Superb i Västindien. Fartyget beslutades att säljas i februari 1959 och skrotades till slut 1962.